# エズラ・コレクティヴ
エズラ・コレクティヴ（Ezra Collective）は、ドラマー兼バンドリーダーのフェミ・コレオソ、ベーシストのTJ・コレオソ、キーボード奏者のジョー・アーモン・ジョーンズ、トランペット奏者のイフェ・オグンジョビ、テナー・サクソフォーン奏者のジェイムズ・モリソンからなるイギリスのジャズ・クインテットで、彼らはジャズの青少年プログラム「トゥモローズ・ウォリアーズ」で出会い、その後すぐにグループを結成した。アフロビート、カリプソ、レゲエ、ヒップホップ、ソウル、ジャズの要素を融合させ、ヌバイア・ガルシアやモーゼス・ボイドといったロンドンを拠点とするジャズ・ミュージシャンと頻繁にコラボレーションしている。2023年のマーキュリー賞を受賞した。2024年のシングル「God Gave Me Feet for Dancing」は、バラク・オバマの年間お気に入り曲25選に選ばれた。2025年のブリット・アワードでは、エズラ・コレクティヴが「グループ・オブ・ザ・イヤー」を受賞した初のジャズ・バンドとなった。

## 背景
ロンドンを拠点とするこの5人組は、2012年にフェミ・コレオソ（ドラム）とTJ・コレオソ（エレクトリック・ベース）の兄弟、ジェイムズ・モリソン（サクソフォーン）、ジョー・アーモン・ジョーンズ（キーボード）、ディラン・ジョーンズ（トランペット）によって結成された。ジョーンズはその後、イフェ・オグンジョビに交代した。エズラ・コレクティヴのメンバーは、ゲイリー・クロスビーとジャニーン・アイアンズが主催するジャズ番組『Tomorrow's Warriors』で出会った。バンド名は、聖書の預言者エズラと、彼が先人である偉大な音楽家たちの作品を研究する習慣に由来しており、バンドはジャズにおいてもこの伝統を踏襲したいと考えていた。このジャズ・グループは、ロンドンで若手ジャズ・ミュージシャンとして成功するために様々な困難に直面したと主張しており、フェミ・コレオソは「ジャズは自分がアクセスできないエリート層の芸術形式だと考えていました」と語っている。彼は、若い頃から受け継いだ音楽的影響を自由に表現できたことが、グループの成功の要因だと考えている。バンドは、ロバート・グラスパーとケンドリック・ラマーのアルバム『トゥ・ピンプ・ア・バタフライ』が、ジャズ・バンドとしての彼らの「テンプレート」として初期のインスピレーションになったと語っている。

## 略歴
2019年にリリースされたインストゥルメンタル・シングル「Quest for Coin」は、BBC Radio 1の番組『Annie Mac』で「世界で最もホットなレコード」として初公開された。2019年、エズラ・コレクティヴはイギリス人ミュージシャンのジョルジャ・スミスとロイル・カーナーをフィーチャーしたデビューLP『ユー・キャント・スティール・マイ・ジョイ』をリリースした。2022年には、インストゥルメンタル曲と作詞作曲のコラボレーションを融合させたセカンドLP『ホェア・アイム・メント・トゥ・ビー』をリリース。批評家からの評価は広く好評で、「ガーディアン」紙のケイト・ハッチンソンは「この並外れたアルバムは、ビッグ・リーグに進出する可能性がある」と評した。
2023年3月3日、エズラ・コレクティヴが2023年のグラストンベリー・フェスティバルに出演することが発表された。
2023年9月7日、バンドはアルバム『ホェア・アイム・メント・トゥ・ビー』で、2023年度マーキュリー賞を受賞した。これが31年の歴史の中で、ジャズ・バンドとして初の受賞となった。発表後、フェミ・コレオソはバンドの若き日のルーツを強調し、「私たちが今ここで祝されているこの瞬間は、若者が音楽を演奏できるよう時間と労力を費やしてきた、素晴らしい特別な人たちによる結晶なのです。……これからもその支援を続けていきましょう」と述べた。
アレクシス・ペトリディスは受賞アルバムを称賛し、『ホェア・アイム・メント・トゥ・ビー』について「アフロキューバンのリズムとポストバップに、ラップ（ゲストアーティストにはサンパ・ザ・グレートと2022年マーキュリー賞ノミネート候補のコージェイ・ラディカルが名を連ねている）、ダブ、ファンク、ダンス・ミュージックを融合させ、サン・ラの「Love In Outer Space」を、同じくマーキュリー賞ノミネート経験のあるシンガー、ナオのボーカルで、洗練されたジャズ風味のソウルへと昇華させている。スピリチュアル・ジャズの影響とアフロビートが共存するアルバムで、バンドのライブのエネルギーを見事に捉えており、70分という長時間の演奏時間にもかかわらず、その躍動感は衰えることがない。軽薄に感じたり、バンドのルーツから大きく逸脱したりすることなく、親しみやすく祝祭的な雰囲気を醸し出している。普段はジャズ・ファンではないという人でも気に入るかもしれないが、それでもなお、確固たるジャズ・アルバムである」と述べた。
エズラ・コレクティヴの2024年シングル「God Gave Me Feet for Dancing」は、バラク・オバマの2024年のお気に入り曲25選に選出された 。
2025年1月、エズラ・コレクティヴはBBCの「Sound of 2025」投票で準優勝に輝いた。
6月28日、エズラ・コレクティヴはグラストンベリー・フェスティバル2025に出演した。

## ディスコグラフィ

### スタジオ・アルバム
- 『ユー・キャント・スティール・マイ・ジョイ』 - You Can't Steal My Joy (2019年、Enter the Jungle) ※全英 70位
[26]
- 『ホェア・アイム・メント・トゥ・ビー』 - Where I'm Meant to Be (2022年、Partisan) ※全英 24位
- 『ダンス、ノー・ワンズ・ウォッチング』 - Dance, No One's Watching (2024年、Partisan) ※全英 7位

### EP
- 『チャプター7』 - Chapter 7 (2016年) ※日本盤は下記EPとのコンピレーション盤
- 『ファン・パブロ: ザ・フィロソファー』 - Juan Pablo: The Philosopher (2018年)

### シングル
- "Samuel L Riddim" (2018年)
- "Reason in Disguise" (2018年)
- "Chris and Jane" (2019年)
- "Footprints" (2020年)
- "Dark Side Riddim" (2020年)
- "Quest for Coin II" (2020年)
- "More Than a Hustler" (2021年)
- "May the Funk Be with You" (2022年)
- "Lady" (2023年)
- "God Rest Ye Merry Gentlemen" (2023年)
- "Ajala" (2024年)
- "God Gave Me Feet for Dancing" (2024年) ※feat. ヤズミン・レイシー
- "No-One's Watching Me" (2024年) ※feat. オリヴィア・ディーン
- "Streets Is Calling" (2024年) ※feat. マニフェスト&ムーンチャイルド・サネリー
- "Body Language" (2025年) ※feat. サーシャ・キーブル

## 受賞およびノミネート歴
| 組織               | 年   | 対象                                   | 部門                       | 結果 | 出典          |
| ------------------ | ---- | -------------------------------------- | -------------------------- | ---- | ------------- |
| MOBOアワード       | 2022 | エズラ・コレクティヴ                   | 最優秀ジャズ・アクト       | 受賞 | [ 27 ]        |
| マーキュリー賞     | 2023 | 『ホェア・アイム・メント・トゥ・ビー』 | アルバム・オブ・ザ・イヤー | 受賞 | [ 17 ] [ 28 ] |
| MOBOアワード       | 2024 | エズラ・コレクティヴ                   | 最優秀ジャズ・アクト       | 受賞 | [ 29 ]        |
| BBC                | 2025 | エズラ・コレクティヴ                   | サウンド・オブ・2025       | 2位  | [ 24 ]        |
| ブリット・アワード | 2025 | エズラ・コレクティヴ                   | グループ・オブ・ザ・イヤー | 受賞 | [ 30 ]        |